# Маляевское сельское поселение
Маля́евское се́льское поселе́ние — муниципальное образование в составе Ленинского района Волгоградской области.
Административный центр — село Маляевка. Образовано из Маляевского сельсовета.

## История
Маляевское сельское поселение образовано 14 февраля 2005 года.

## Население
| 2010  | 2012  | 2013  | 2014  | 2015  | 2016  | 2017  |
| ----- | ----- | ----- | ----- | ----- | ----- | ----- |
| 1260  | ↗1263 | ↗1280 | ↘1274 | ↘1260 | ↘1232 | ↘1222 |
| 2018  | 2019  | 2020  | 2021  |       |       |       |
| ↗1227 | ↘1208 | ↘1193 | ↘1190 |       |       |       |

Жители преимущественно татары (79 %) (2002).

## Состав сельского поселения
| № | Населённый пункт | Тип населённого пункта       | Население | Примечание |
| - | ---------------- | ---------------------------- | --------- | ---------- |
| 1 | Маляевка         | село, административный центр | ↘1190     | татары     |